# 3B busz (Balassagyarmat)
A balassagyarmati 3B jelzésű autóbusz a Szabó Lőrinc iskola és a Vasútállomás között közlekedik a 3-as busz betétjárataként, tanítási napokon. A járatot városi önkormányzat megrendelésére a MÁV Személyszállítási Zrt. üzemelteti.

## Története
A járat a 2015. január 1-jei menetrend-módosítással került be a helyi járatok közé, az első üzemnapja 2015. január 5-én volt.

## Útvonala
| Vasútállomás felé |
| --- |
| Szabó Lőrinc iskola – Május 1. utca – Leningen Károly utca – Kossuth Lajos út – Rákóczi fejedelem út – Civitas Fortissima tér – Bajcsy-Zsilinszky utca – Vasútállomás |

## Megállóhelyei
| 3B (Szabó Lőrinc iskola – Vasútállomás) |                                          |                              |                                               |
| Perc (↓)                                | Megállóhely                              | Átszállási kapcsolatok       | Létesítmények                                 |
| 0                                       | Szabó Lőrinc Általános Iskola végállomás | 1A, 3, 3A, 5, 5A             | Szabó Lőrinc Általános Iskola                 |
| 1                                       | Jeszenszky út                            | 3, 6A, 7, 7B, 8, 8A          |                                               |
| 2                                       | Kis posta                                | 3, 7, 7B                     | Balassagyarmat 2. sz. posta                   |
| 3                                       | Benczúr Gyula utca                       | 2A, 7, 7B                    | Tekergő Kreszpark, Bosco Szent János Plébánia |
| 4                                       | Deák Ferenc utca                         | 2A, 7, 7B                    | Evangélikus templom                           |
| 5                                       | Balassa utca                             | 3A, 4, 5A, 6A                |                                               |
| 6                                       | Civitas Fortissima tér                   | 1, 4, 5, 5A, 6, 6B, 6C, 7, 8 | Városháza, Vármegyeháza, Jánossy Képtár       |
| 7                                       | Vasútállomás végállomás                  | 1A, 3, 3A, 5, 5A S780 , S750 | Balassagyarmat vasútállomás                   |